# 下清水
下清水，是臺灣宜蘭縣五結鄉的一個傳統地域名稱，位於該鄉東南部。相較於今日行政區，其範圍大致為成興村不含西部凸出部分。
利澤工業區位於本地區中、南部。

## 歷史
台灣清治末期，下清水地區為一街庄，稱為「下清水庄」，隸屬於利澤簡堡。該庄東臨太平洋，南邊及西邊南段與猴猴庄為鄰，西邊中段及北段分別為成興庄、利澤簡庄，北邊為頂清水庄。
1901年（日明治三十四年）11月，該庄隸屬於宜蘭廳，編入第十三區。1905年（明治三十八年）7月，該區改名為「利澤簡區」。1920年（大正九年），該庄改制為「下清水」大字，隸屬於臺北州羅東郡五結庄，大字下有「寶斗厝」、「埤子尾」小字名。
戰後五結庄改制為五結鄉，隸屬於臺北縣，大字亦改制為村。1950年10月，北、基、宜分治，五結鄉改隸屬於宜蘭縣。

## 聚落
本地區發展較早的聚落有寶斗厝、埤仔尾等，在日治期初期的官方地圖上已有記載。

## 交通
省道台2線（五濱路一段）是淡水關渡大橋至蘇澳的幹道，為台灣濱海公路系統之一，其中基隆至蘇澳路段又稱為「北部濱海公路」，大致以北北西－南南東走向經過下清水地區西部。由該道路向北北西可前往壯圍、頭城、貢寮、瑞芳等地，向南南東可前往蘇澳並止於省道台9線路口。
鄉道宜30線是冬山鄉蚊子坑至成興的幹道，其東側端點位於本地區南部省道台2線路口。由此向西南西可前往成興與猴猴交界地帶、隆恩、奇武荖、補城地與香員宅交界地帶、冬山市區、大和、員山、鹿埔、阿里史並止於鄉道宜46線路口。
鄉道宜38線（利寶路）是利澤簡至下清水的道路，其東側端點位於本地區東北部近海岸處。由此向西經省道台2線路口後沿本地區西北部一段邊界而行，出境後轉西北再轉西可前往利澤簡聚落並止於利澤東路路口。

## 學校
- 利澤國中
- 利澤國小

## 產業
- 利澤工業區